# Жеко Попов
Жеко Борисов Попов е български историк, доц. д-р на историческите науки.

## Биография
Той е роден на 19 юли 1942 година в село Жегларци, Добричко. Завършва Педагогическо училище в Добрич през 1961 година. През периода 1963–1965 година работи като учител в родното си село. Завършва специалност „История“ във Великотърновския университет „Св. св. Кирил и Методий“ през 1969 година.
Уредник в Окръжен исторически музей – Кюстендил през периода 1969–1971 година, а от лятото на 1971 година става директор на Окръжния държавен архив – Кюстендил. От 1981 е научен сътрудник в Института по история при БАН, където през 1987 година му присъждат научната степен „старши научен сътрудник ІІ степен“ (доцент). От 1998 година е ръководител на научно-информационната група на Македонския научен институт в Кюстендил.
Почива на 19 февруари 2016 година в Кюстендил.